# Заслужений зв'язковик Республіки Білорусь
«Заслужений зв'язковик Республіки Білорусь» — почесне звання.

## Порядок присвоєння
Присвоєння почесних звань Республіки Білорусь здійснює Президент Республіки Білорусь. Рішення щодо присвоєння державних нагород оформляються указами Президента Республіки Білорусь. Державні нагороди, в тому числі почесні звання, вручає Президент Республіки Білорусь або інші службовці за його вказівкою. Присвоєння почесних звань РБ відбувається в урочистій атмосфері. Державна нагорода РБ вручається нагородженому особисто. У випадку присвоєння почесного звання РБ з вручення державної нагороди видається посвідчення.
Особам, удостоєнних почесних звань РБ, вручають нагрудний знак.
Почесне звання «Заслужений зв'язковик Республіки Білорусь» присвоюється високопрофесійним працівникам зв'язку, які
працюють у галузі зв'язку п'ятнадцять і більше років, за заслуги у розвитку та вдосконаленні засобів зв'язку, поліпшенні обслуговування населення, організацій, розвитку та впровадженні принципово нової техніки та технології.